# Omid
Omid (tiếng Ba Tư: امید, nghĩa là "Hy vọng") là vệ tinh đầu tiên do Iran chế tạo. Vào thứ Ba, ngày 3 tháng 2 năm 2009, Iran thông báo đã thành công trong việc đưa vệ tinh Omid vào quỹ đạo. Đây là một bước đáng kể trong một chương trình không gian đầy tham vọng đã gây lo ngại cho nhiều nhà quan sát quốc tế. Sự kiện này đã gây bất an cho Israel và các quốc gia phương Tây kể cả Hoa Kỳ. Vệ tinh được Iran chế tạo trong nước. Theo lệnh của Tổng thống Mahmoud Ahmadinejad, vệ tinh được phóng lên quỹ đạo đêm Thứ Hai ngày 2 tháng 2 năm 2009. Đài truyền hình của chính phủ Iran đã cho chiếu đoạn phim phóng hỏa tiễn vào ban đêm tại một địa điểm không được tiết lộ ở Iran.

## Tham vọng
Từ lâu Iran đã nhắm tới việc phát triển một chương trình không gian, gây bất an cho một số các nhà lãnh đạo thế giới vốn đã lo ngại về các chương trình hạt nhân và tên lửa đạn đạo của Iran. Một trong những lo ngại gắn liền với chương trình không gian đang manh nha của Iran là kỹ thuật được sử dụng để đặt các vệ tinh vào không gian cũng có thể được sử dụng để chở các đầu đạn.

## Phản ứng
Một viên chức quốc phòng cao cấp của Hoa Kỳ ở Washington DC nói quân đội Hoa Kỳ đã phát hiện vụ phóng một hỏa tiễn vào không gian. Nhưng không có lời xác nhận liệu hỏa tiễn có mang một vệ tinh hay không.
Tại Jerusalem, người đứng đầu Cơ quan Vũ trụ Israel, ông Zvi Kaplan, nói các báo cáo sơ bộ cho thấy rằng một vệ tinh đã được phóng đi. "Từ những gì mà tôi đã tìm hiểu, đó là sự thật", ông nói. "Chúng tôi không ngạc nhiên bởi vì vào thời đại thông tin và kỹ thuật ngày nay, và với các khoa học gia Iran học hành tại ngoại quốc, họ có thể thu được kiến thức để làm điều đó."

## Quỹ đạo
Thông báo về vụ phóng vệ tinh Omid diễn ra giữa những buổi lễ đánh dấu lần thứ 30 cuộc cách mạng Hồi giáo năm 1979 đã lật đổ quốc vương được Hoa Kỳ ủng hộ và đưa các giáo sĩ có chủ trương cứng rắn lên cầm quyền.
Vào Thứ Ba ngày 3 tháng 2 năm 2009, ông Ahmadinejad nói vệ tinh, có các khả năng viễn thông, đã đạt tới quỹ đạo của nó và đã liên lạc với các trạm trên mặt đất, mặc dù tất cả các chức năng của nó chưa bắt đầu hoạt động. Vệ tinh sẽ bay quanh Trái Đất ở cao độ từ 248 đến 400 km. Vệ tinh được thiết kế để bay quanh Trái Đất 15 lần trong thời gian 24 giờ và gửi các báo cáo tới trung tâm vũ trụ Iran. Nó có hai dải tần số và tám ăng ten để truyền các dữ liệu.
Ông Ahmadinejad nói Iran đã đạt tới khả năng phóng vệ tinh vào quỹ đạo và bây giờ sẽ tìm cách gia tăng khả năng của các hỏa tiễn mang vệ tinh để có thể chở nặng hơn.